# ناوشکن کلاس هاردی
دیسترویر کلاس هاردی (به انگلیسی: Hardy-class destroyer) یک کلاس از کشتی است که طول آن ۱۹۶ فوت (۶۰ متر) می‌باشد.